# Analoghion

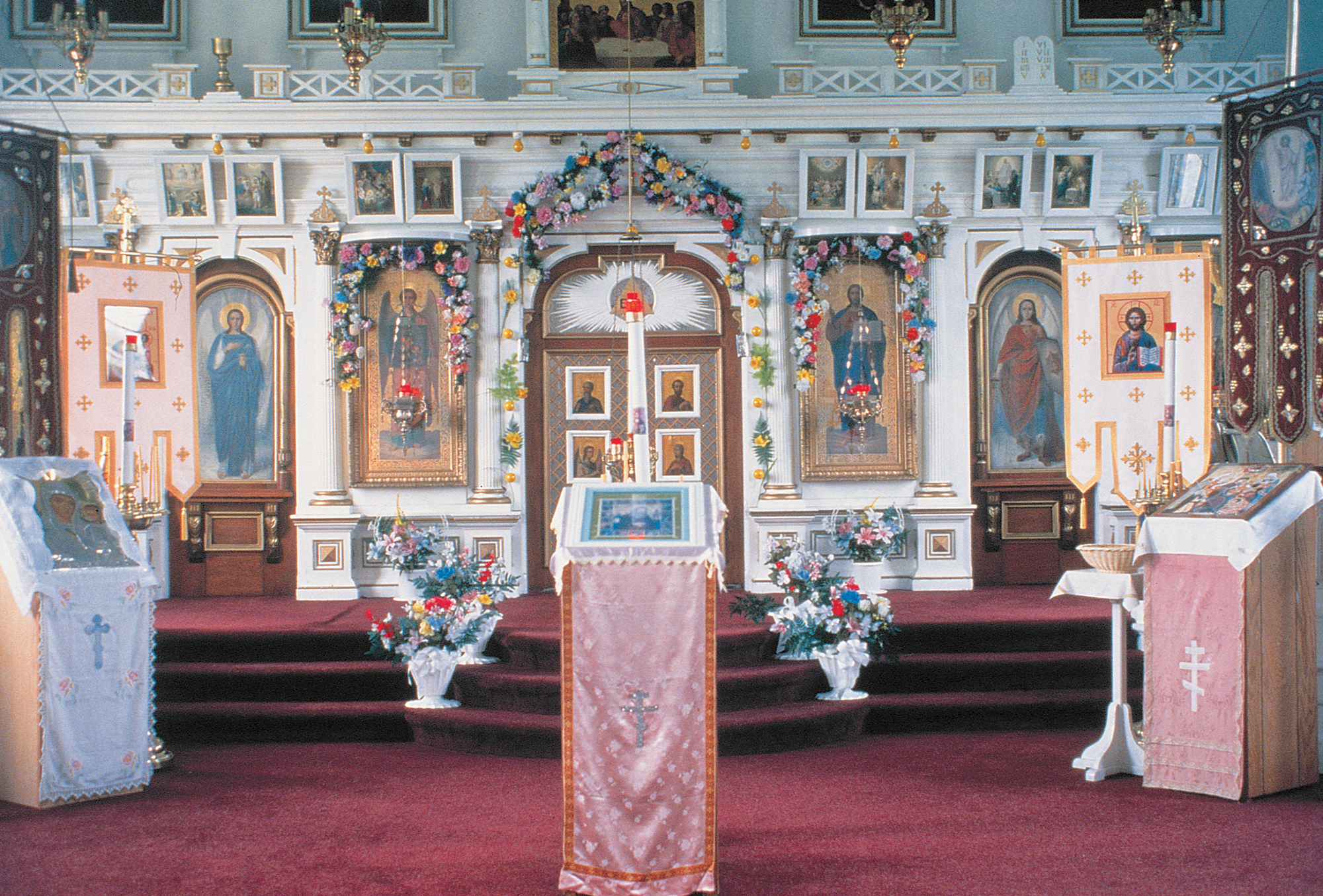
Analoghion în biserica ortodoxă rusă din Seldovia, Alaska.

Un analoghion (din greacă Άναλόγιον), numit și analog, este un pupitru înalt, mobil, pe care se așază Evanghelia sau diferite obiecte de cult în Biserica Ortodoxă și în Bisericile catolice de rit oriental. El poate fi folosit și ca pupitru pentru a citi din cărțile liturgice în timpul slujbelor religioase.
Analoghionul are aspectul unei măsuțe înalte, cu blatul uneori înclinat, pentru a înlesni lectura. O piesă de mobilier similară este tetrapodul, care este un piedestal cu patru picioare pe care se așază evanghelia sau diferite obiecte de cult.

## Utilizare
În timpul liturghiei, un analoghion este amplasat în fața ușilor împărătești pentru a se așeza pe el Evanghelia din care se va citi pericopa zilei, iar slujitorii bisericii vor sta de o parte și de alta cu lumânări în mână. Dacă Evanghelia este citită de un diacon, analoghionul va fi amplasat către est (către altar); dacă cel ce citește este un preot, analoghionul va fi așezat cu fața spre vest (către publicul care asistă la slujbă).